# Орта-Нова
Орта-Нова (итал. Orta Nova) — коммуна в Италии, располагается в регионе Апулия, в провинции Фоджа.
Население составляет 17792 человека (2008 г.), плотность населения составляет 172 чел./км². Занимает площадь 104 км². Почтовый индекс — 71045. Телефонный код — 0885.
Покровителем населённого пункта считается святой Sant’Antonio da Padova.

## Демография
Динамика населения:

## Администрация коммуны
- Официальный сайт: http://www.cittaortanova-fg.it/